# Pacte Gentiloni

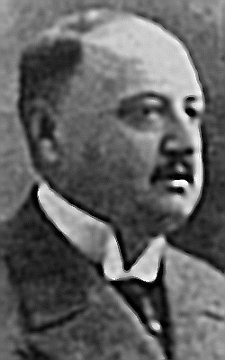
Vincenzo Ottorino Gentiloni

Le pacte Gentiloni (en italien : Patto Gentiloni) est un accord conclu en 1913 entre le Premier ministre italien Giovanni Giolitti et le comte Vincenzo Ottorino Gentiloni, président de l'Union électorale catholique de 1909 à 1916, afin de rallier les électeurs catholiques à la coalition de Giolitti lors des élections générales de 1913,.

## Arrière-plan

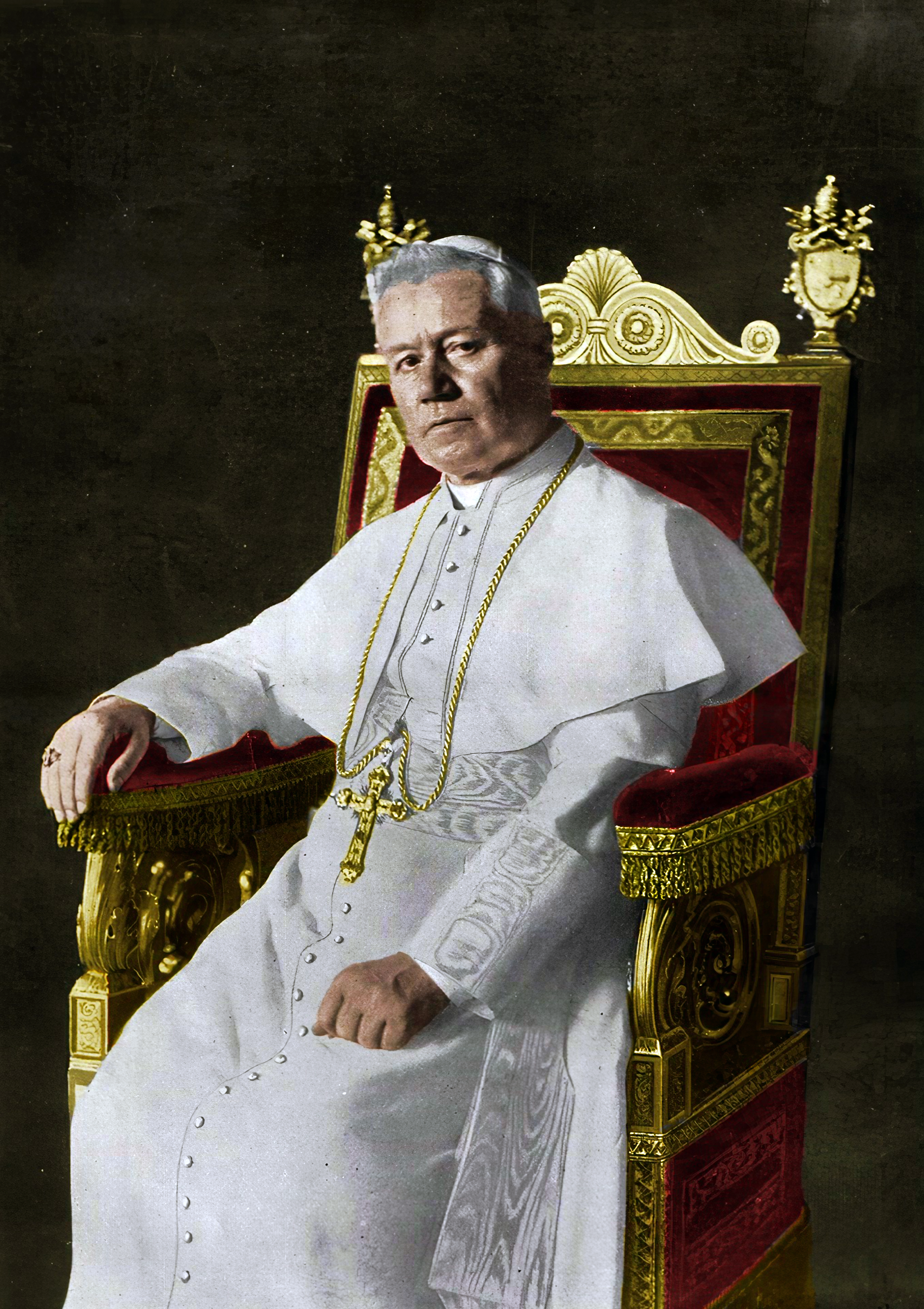
Portrait du pape Pie X

En raison de l'évolution des relations entre les catholiques et l'État libéral italien, Giolitti voit dans les années 1910 un moyen de renforcer son influence et son pouvoir sur les masses après l'extension du suffrage à tous les hommes adultes.
En 1904, le pape Pie X a officieusement autorisé les catholiques à voter pour des candidats au gouvernement dans les régions où le parti socialiste italien risquait de l'emporter. Les socialistes étant l'ennemi juré de l'Église, la logique réductionniste de cette dernière l'a conduite à promouvoir toute mesure anti-socialiste. Voter pour les socialistes était un motif d'excommunication de l'Église.
Le Vatican a alors deux objectifs majeurs : endiguer la montée du socialisme et surveiller les organisations catholiques de base (coopératives, ligues paysannes, caisses de crédit, etc.). ). Les masses étant généralement profondément religieuses mais peu instruites, l'Église estime qu'elles ont besoin d'être guidées afin de ne pas soutenir des idéaux inappropriés comme le socialisme ou l'anarchisme.
Entre-temps, le Premier ministre italien Giolitti a compris que le moment était venu pour une coopération entre les catholiques et le système libéral de gouvernement.

## L'accord

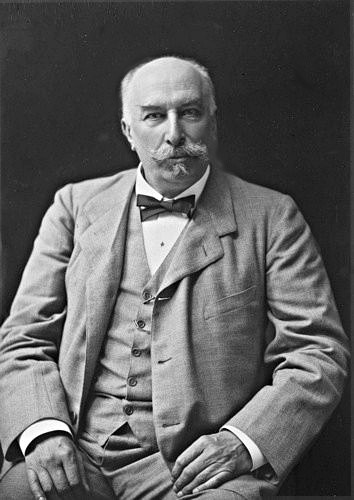
Le Premier ministre italien Giovanni Giolitti

Le pacte Gentiloni est né d'un accord secret conclu à l'approche des élections générales de 1913 entre les électeurs catholiques et les candidats libéraux de Giolitti, qui promettaient de soutenir les politiques catholiques, en particulier le financement des écoles privées catholiques et l'opposition à une loi autorisant le divorce,. On estime que plus de 200 députés ont été élus grâce au pacte, ce qui était suffisant pour fournir une majorité à Giolitti,.
Le Parti socialiste italien a gagné des voix (de 19 à 23 % des électeurs), tandis que les libéraux ont été renforcés à court terme. Par le passé, Giolitti avait coopté de nombreux socialistes modérés (ainsi que des membres d'autres partis marginaux). Giolitti lui-même était contre les partis politiques, qu'il jugeait source de division et nuisible au "jeu des gentlemen" de la politique.
Le pacte Gentiloni est condamné par les socialistes et les alliés anticléricaux de Giolitti, qui voient dans l'Église le rempart contre le progrès et se sentent trahis dans leur alliance avec Giolitti par le passé. Les socialistes ne feraient plus jamais confiance à Giolitti ou au système libéral.
C'est ainsi que la faction révolutionnaire du parti socialiste italien gagne en force en Italie, bien que le Vatican devienne également de plus en plus influent dans la politique italienne.
Finalement, Giolitti est contraint de démissionner par ses alliés anticléricaux en mars 1914, et est remplacé au poste de Premier ministre par Antonio Salandra sur nomination du roi Victor Emmanuel III,.

### Composition
| Parti | Parti                                 | Idéologie principale  | Leader                      |
| ----- | ------------------------------------- | --------------------- | --------------------------- |
|       | Union Libérale                        | Libéralisme           | Giovanni Giolitti           |
|       | Parti radical                         | Radicalisme           | Francesco Saverio Nitti     |
|       | Union électorale catholique italienne | Démocratie chrétienne | Vincenzo Ottorino Gentiloni |
|       | Parti socialiste réformiste italien   | Social-démocratie     | Leonida Bissolati           |

## Source
- (en) Cet article est partiellement ou en totalité issu de l’article de Wikipédia en anglais intitulé « Gentiloni Pact » (voir la liste des auteurs).

## Autres lectures
- (en) Frank J. Coppa (1967). "Giolitti and the Gentiloni Pact between Myth and Reality" ("Giolitti et le pacte Gentiloni entre mythe et réalité"). Revue historique catholique. 2 (53) : 217-228. JSTOR 25017947.